# Oiceaca carenata
Oiceaca carenata är en skalbaggsart som beskrevs av Martins och Maria Helena M. Galileo 1998. Oiceaca carenata ingår i släktet Oiceaca och familjen långhorningar. Inga underarter finns listade i Catalogue of Life.